# Red Rodney
Red Rodney, (Philadelphia, 1927. szeptember 27. – Boynton Beach, 1994. május 27.) amerikai dzsessztrombitás.

## Pályafutása
Rodney tizenötéves korától hivatásos zenész volt. Kezdetben Jimmy Dorsey és Benny Goodman swing zenekaraiban játszott, később Gene Krupával, Claude Thornhill-lel, majd 1948 -49-ben pedig a Woody Herman Bandben.
Charlie Parker és Dizzy Gillespie bebop forradalmában vált ismertté. Valószínűleg ő volt az egyetlen fehér dzsessztrombitás, aki velük jelentős szerepet játszott. Parkerrel olyan fontos számokat vettek fel, mint pl.: Blues For Alice, Si Si, a Swedish Schnapps és Back Home Blues. 1949-ben és 1950-ben Charlie Parker zenekarának tagja volt. A Parker Band déli turnéi során „Rednek” kellett nevezni, nehogy bajba kerüljön az akkori szigorú faji elkülönítés miatt.
Ezt lenyűgözően ábrázolja ezt Clint Eastwood 1988-as „Bird” című filmje.
Rodney 1950 és 1951 között Charlie Venturával, majd Oscar Pettiforddal játszott. Egészségi és drogproblémái miatt maga a bebop is hanyatlott. Az 1950-es évek nagy részét börtönben töltötte. Hosszú időre eltűnt a dzsesszből, zenészként dolgozott Las Vegasban. 1980-ban jelentős felvételekkel tért vissza Ira Sullivannel, Charles McPhersonnal, később Chris Potterrel, Dick Oattsszal és Gerry Diallal játszott. Zeneileg az 1990-es évekig aktív maradt.

## Zenekarvezető
- 1951: First Sessions – Volume 3
- 1952: Red Rodney Quintets
- 1957: Red Rodney 1957 (Ira Sullivan, Tommy Flanagan, Oscar Pettiford, Philly Joe Jones)
- 1959: Fiery
- 1959: Red Rodney Returns
- 1973: Bird Lives!
- 1973/1981: Bluebird
- 1974: Red Rodney plays Superbop (Sam Noto, Dolo Coker, Ray Brown, Shelly Manne)
- 1976: Yard's Pad (Arne Domnérus, Red Mitchell, Ed Thigpen, Bengt Hallberg)
- 1981: Night and Day (Ira Sullivan)
- 1982: Spirit Within (Ira Sullivan)
- 1986: No Turn On Red
- 1988: Red Giant
- 1988: One For Bird
- 1988: Red Snapper
- 1992: Then And Now
- 1993: The Tivoli Session

## Fordítás
- Ez a szócikk részben vagy egészben  a   Red Rodney című német Wikipédia-szócikk ezen változatának fordításán alapul.  Az eredeti cikk szerkesztőit annak laptörténete sorolja fel. Ez a jelzés csupán a megfogalmazás eredetét és a szerzői jogokat jelzi, nem szolgál a cikkben szereplő információk forrásmegjelöléseként.